# Tamar Slay
Tamar Ulysses Slay (Beckley, Zapadna Virginia 2. travnja 1980.) američki je profesionalni košarkaš. Igra na poziciji niskog krila, a trenutačno je član talijanskog drugoligaša Carmatic Pistoia. Bivši je NBA košarkaš momčadi New Jersey Netsa i Charlotte Bobcatsa. 

## Karijera
Pohađao je sveučilište Marshall, na kojem je bio jedan od najistaknutijih članova momčadi. Prosječno je u svojoj četverogodišnjoj sveučilišnoj karijeri postizao 15.7 poena po susretu. Slay je izabran u 2. krugu (55. ukupno) NBA drafta 2002. od strane New Jersey Netsa. S Netsima je igrao NBA finale 2003. godine, a igrao je još za Charlotte Bobcatse.  Dvije sezone nosio je dres Hapoela iz Jeruzalema, a kratko je igrao za NBA Development League ekipu Bakersfield Jama. S Hapoelom je 2006. igrao finale izraelske lige i polufinale ULEB kupa. U ULEB kupu bilježio je 5.3 poena i 3 skoka po susretu. U sezoni 2007./08. nosio je dres Upee Capo d’Orlando, a sljedeće sezone bio je član talijanskog Air Avellina. U ljeto 2009. prelazi u redove talijanskog kluba Carmatic Pistoia.

## Reprezentacija
2003. bio je član sveučilišne momčadi SAD-a.

## Vanjske poveznice
- Profil  Arhivirana inačica izvorne stranice od 23. listopada 2012. (Wayback Machine) na Lega Basket Serie A
- Profil  Arhivirana inačica izvorne stranice od 13. listopada 2008. (Wayback Machine) na Sportsstats.com
- Profil na Basketball-Reference.com